# Barry Mitchell (basketballer)
Barry Mitchell (Virginia Beach, 28 april 1965) is een Amerikaans-Belgisch voormalig basketballer.

## Carrière
Mitchell speelde collegebasketbal voor de Norfolk State Spartans van 1983 tot 1987. Hij tekende in 1987 bij de Wyoming Wildcatters uit de Continental Basketball Association en speelde er een seizoen waarin ze de finale verloren. In december 1987 werd hij gekozen in de IBA draft door Los Angeles in de vierde ronde. Hij speelde tijdens de zomermaanden van 1988 voor de Youngstown Pride uit de World Basketball League. Nadat de Wyoming Wildcatters stopten werden de rechten van alle spelers opgekocht door de Cedar Rapids Silver Bullets.  In augustus 1988 werden zijn rechten van de Cedar Rapids Silver Bullets naar de Rapid City Thrillers geruild, in de ruil waren ook betrokken de Topeka Sizzlers, Steve Hayes en meerdere top draftpicks. In september en oktober 1988 speelde hij op trainingskamp bij de Indiana Pacers.
Hij startte het seizoen 1988/89 voor de Rapid City Thrillers in de CBA. In december 1988 nam hij deel in een toernooi in België als deel van de WBL All-Star team. In januari werd hij van de inactieve lijst gepromoveerd naar de eerste ploeg bij de Rapid City Thrillers. Midden februari 1989 werd hij geruild naar de La Crosse Catbirds voor David Henderson en een draftpick. Na het kampioenschap in de CBA keerde hij opnieuw terug naar de Youngstown Pride om te spelen in de WBL. Voor de start van het seizoen 1989/90 werd hij door de La Crosse Catbirds geruild naar de Rockford Lightning voor Dwayne McClain. In november en december 1989 speelde hij echter voor de Verich Reps, een oefentoernooiploeg die rondreisde doorheen het land. Hij keerde nadien terug naar de Youngstown Pride voor het 1990 seizoen in de WBL.
Hij werd eind augustus 1990 geruild naar de Cedar Rapids Silver Bullets door Rockford voor Everette Stephens daarnaast waren er ook een aantal draftpicks betrokken. Hij werd begin november samen met Marvin Alexander geruild naar de Oklahoma City Cavalry voor Pat Durham. Hij speelde in november 1990 opnieuw ook voor de Verich Reps en een WBL All-Star ploeg die speelde in november en december 1990 in Europa. In december 1990 werd hij opnieuw geruild ditmaal naar de Quad City Thunder samen met Ricky Grace en een draftpick voor Orlando Graham. Begin februari 1991 tekende hij bij de Quad City Thunder.
In de zomer van 1991 ging hij opnieuw spelen voor de Youngstown Pride in de WBL maar miste een deel van het seizoen door een blessure in juni 1991. Begin augustus 1991 keerde hij terug en speelde de rest van het WBL-seizoen. Hij keerde daarna weer terug naar de Quad City Thunder voor het CBA-seizoen 1991/92. Hij won dat seizoen CBA Defensive Player of the Year en CBA Most Valuable Player. In de zomer van 1992 keerde hij voor een vierde keer terug naar de WBL en Youngstown Pride. In juli 1992 nam hij als onderdeel van de Philadelphia 76ers deel aan het Doral Arowwood Summer League.
In september 1992 tekende hij opnieuw bij de Quad City Thunder maar nam wel deel aan het trainingskamp van de Philadelphia 76ers in oktober 1992 maar wist geen plaatst te veroveren in de ploeg. Hij speelde daarna het seizoen 1992/93 bij de Quad City Thunder. In januari 1993 geraakte hij geblesseerd en moest de CBA All-Star Game uitzitten, hij keerde eind januari 1993 terug maar had kort daarna een operatie. Hij keerde voor het seizoen 1993/94 terug bij de Thunder maar startte het seizoen op de blessurelijst. Hij keerde in december 1993 terug en werd met de Thunder kampioen in de CBA.
In 1994 tekende hij in België bij Sunair Oostende en bleef bij de club tot in 1999 en werd eenmaal kampioen en won twee keer de beker met hen. Daarna volgde een seizoen bij Siemens Gent en Liège Basket. Mitchell speelde een laatste profseizoen voor Hermine Nantes Basket.
Mitchell speelde later nog op een lager niveau voor RBC Haneffe, Union Huy, BC Alleur en RJS Grivegnée Basket. En was ook jeugdcoach bij enkele van deze ploegen.

## Erelijst
- WBL-kampioen: 1989, 1990
- WBL Most Valuable Player: 1989, 1990
- WBL All-Defensive Team: 1988, 1989, 1990
- WBL All-Star: 1988, 1989, 1990
- CBA Most Valuable Player: 1992
- CBA Defensive Player of the Year: 1992
- CBA All-Defensive First Team: 1992
- All-CBA First Team: 1992
- CBA All-Star: 1992, 1993
- CBA-kampioen: 1994
- Belgisch kampioen: 1995
- Belgisch bekerwinnaar: 1997, 1998

## Privéleven
Mitchells zoon Ajay Mitchell werd ook profbasketballer en werd gekozen in de NBA draft in 2024.